# Siaśkino
Siaśkino (ros. Сяськино) – wieś (dieriewnia) w Rosji, w obwodzie penzeńskim, w rejonie bielińskim. W 2010 liczyła 611 mieszkańców.